# Polymixis typhonia
Polymixis typhonia är en fjärilsart som beskrevs av Miller 1882. Polymixis typhonia ingår i släktet Polymixis och familjen nattflyn. Inga underarter finns listade i Catalogue of Life.